# Antonio Ruiz Soler

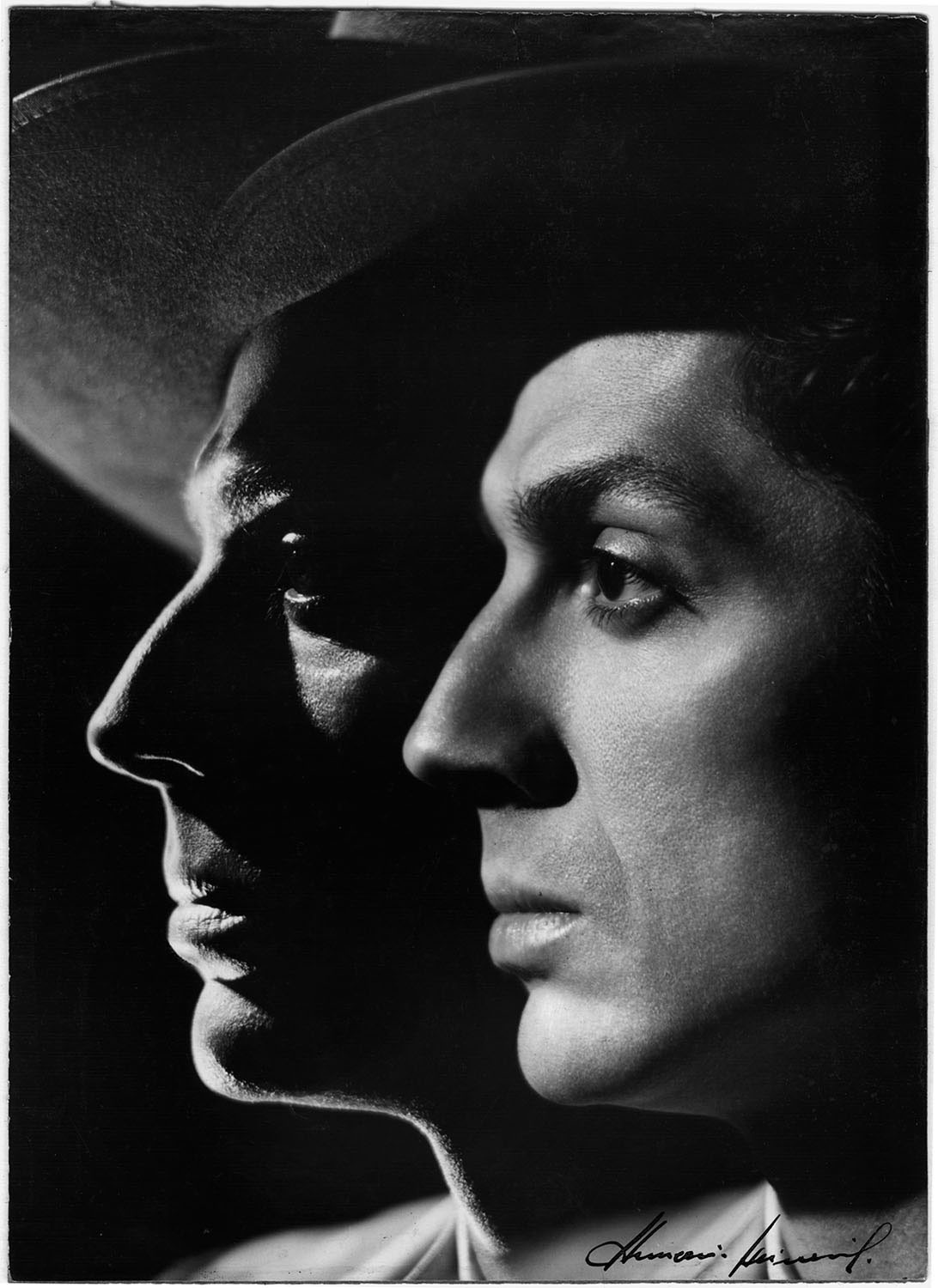
Antonio im Jahr 1954, Foto von Annemarie Heinrich, Museo Nacional de Bellas Artes.

Antonio Ruiz Soler (* 4. November 1921 in Sevilla; † 5. Februar 1996 in Madrid) war ein spanischer Tänzer und Choreograf des spanischen Tanzes und speziell des Flamenco. Meist wurde er nur mit seinem Bühnennamen Antonio, häufig auch Antonio el Bailarín („Antonio der Tänzer“) genannt. Er und Florencia Pérez Padilla, genannt „Rosario“, wurden als Tanzpaar Rosario y Antonio bekannt.

## Kindheit
Antonio, in einfachen Verhältnissen geboren, begann bereits im frühen Kindesalter zu tanzen. Im Alter von 4 Jahren verdiente er etwas Kleingeld, indem er zu den Klängen der Drehorgel eines erwachsenen Bekannten auf der Straße tanzte. Im Alter von 6 Jahren begegnete er in der Tanzschule der drei Jahre älteren Rosario und begann mit ihr gemeinsam zu tanzen. Es war der Beginn einer glanzvollen internationalen Karriere eines Tanzpaars.

## Rosario und Antonio
Durch Bühnenauftritte in Sevilla wurden die beiden rasch stadtbekannt. Es folgten regionale und überregionale Auftritte in Spanien und im europäischen Ausland, und die Aufnahme in renommierte Tanzkompanien. Als 1936 der spanische Bürgerkrieg ausbrach, nutzten die beiden Jugendlichen, begleitet von Rosarios Mutter, eine Frankreich-Tournee zur Flucht. Über Marseille gelangten sie nach Südamerika, wo sie sich zunächst in Buenos Aires und dann auf einer Tournee in den großen Städten Lateinamerikas einen Namen machten. 1940 folgten sie einem Engagement in New York. Durch weitere Auftritte in New York und anderen Städten der Vereinigten Staaten sowie durch mehrere Hollywood-Filmproduktionen erreichten sie Weltruhm. 1949 kehrten sie nach Spanien zurück. Es folgten gefeierte Auftritte in Spanien, Europa, Nordafrika und Israel.
Für ihre Tanzkunst wurden sie zweimal mit der Goldmedaille des Círculo de Bellas Artes ausgezeichnet.
Ende 1952 beendeten Rosario und Antonio ihre Tanzpartnerschaft aufgrund künstlerischer Differenzen und persönlicher Zerwürfnisse. Für eine ausführliche Schilderung ihrer gemeinsamen Karriere siehe

## El Ballet Español
Bei einem der letzten gemeinsamen Auftritte mit Rosario sprach ihn in Mailand Léonide Massine an: Ob Antonio interessiert sei, in der Scala die Rolle des Müllers in Manuel de Fallas Sombrero de tres picos zu tanzen? Das Angebot richtete sich auch an Rosario, doch Antonio weigerte sich, weiter mit ihr zu arbeiten. Statt ihrer tanzte Mariemma an Antonios Seite. Während der Saison erweiterte Antonio das Ballettprogramm der Scala mit Capricho español, einer weiteren Choreografie von Léonide Massine. Es war der Beginn einer fruchtbaren Zusammenarbeit beider Tanzkünstler.
Zurück in Madrid machte sich Antonio daran, seine eigene Kompanie zu gründen. Er engagierte Rosita Segovia und die erst 18-jährige Carmen Rojas. Die Premiere fand im Juni 1953 beim Festival Internacional de Musica y Danza in Granada statt. Das Programm seines Ballet Español umfasste unter anderem Choreografien zu:
- Llanto por Manuel de Falla von Vicente Asensio;
- Serranos de Vejer von García Soler;
- Sonatas von Antonio Soler;
- Allegro de Concierto von Enrique Granados;
- eine Reihe baskischer Volkstänze, darunter ein Schwerttanz, ein Aurresku und ein Arín-Arín
- El segoviano esquivo von Matilde Salvador.

Es wurde ein triumphaler Erfolg. Anschließend tourte er mit diesem Programm nach Madrid, durch Spanien und nach Paris.
Weitere Bühnenauftritte in den frühen 1950er Jahren hatte er mit seiner Kompanie mit folgenden Stücken:
- Almería, Rondeña und El Abaicín von Isaac Albéniz;
- Andaluza und El amor brujo von Manuel de Falla, letzteres Antonios Hauptwerk in jenen Jahren;
- Danzas fantásticas von Joaquín Turina.

1956 folgten
- Fantasía galaica von Ernesto Halffter;
- Cerca del Guadalquivir nach dem Gedicht Muerte de Antoñito el Camborio von Federico García Lorca.

Zwei Jahre später präsentierte er seine eigene Fassung von Manuel de Fallas Sombrero de tres picos. 1960 folgten die Stücke Jugando al toro von Ernesto Halffter und Eterna Castilla von Manuel Moreno-Buendía.
Darüber hinaus trat er in jener Zeit in folgenden Filmen auf:
- 1953 in Nuits andalouses;[12]
- 1954 in Todo es posible en Granada[13] und in Carrusel napolitano, wo er erneut mit Léonide Massine auftrat.[14]

- 1958 folgte eine Rolle in Pan, amor y Andalucía („Brot, Liebe und Andalusien“)[15]
- und 1959 in Luna de miel[16], der filmischen Darstellung touristischen Reise von A Coruña nach Granada. Dort sind er und seine Kompanie mit einer Reihe von Tänzen vertreten. Unter anderem ist eine kuriose Version des Zapateado von Pablo de Sarasate zu sehen, zudem ein gemeinsam mit Carmen Rojas getanzter Taranto, ferner das Ballettstück Los amantes de Teruel nach Musik von Mikis Theodorakis mit einer klassischen Choreografie von Léonide Massine sowie Antonios eigene Interpretation von El amor brujo.[17]

In den 1960er Jahren folgten die Dokumentarfilme
- Antonio en la cueva de Nerja (1963);[19]
- Sinfonía española (1965).[20]

Seine Bühnenauftritte in den frühen 1960er Jahren wurden international ausgezeichnet: 1962 erhielt er die Goldmedaille der Royal Academy of Dance, 1963 den ersten Preis der französischen Académie Internationale de la Danse und 1964 die Goldmedaille der königlichen schwedischen Tanzakademie. Vor allem aber erfüllte sich 1964 für ihn ein Traum: Die künstlerische Anerkennung in Russland, dem Land, das er als den Olymp des klassischen Balletts ansah. Eine Tournee mit Auftritten in Leningrad, Kiew und Moskau begeisterte Publikum und Kritik. Igor Moissejew nannte ihn den „Paganini des Tanzes“.
In jenen Jahren gab es auch wiederholte Auftritte von Rosario als Artista invitada in Antonios Kompanie. Obwohl das Publikum die beiden bei ihrem gemeinsamen Auftritt in Madrid im Oktober 1962 frenetisch feierte, waren diese Intermezzi nicht von Dauer. Alte Spannungen brachen erneut auf, man stritt sich über die Höhe der Gagen und die Form der Auftritte. Die Auftritte in New York, London, Moskau und Lateinamerika im Jahr 1968 waren dann endgültig die letzten gemeinsamen.

## Antonio y sus Ballets de Madrid
1965 änderte Antonio den Namen seiner Kompanie; er nannte sie nun Antonio y sus Ballets de Madrid. Er inszenierte Concierto andaluz nach Joaquín Rodrigo und trat damit auf den Festivals auf, die das Informations- und Tourismusministerium in Spanien organisierte. 1966 wurde er mit der Goldmedaille der Tanzschule Moskau und mit dem Premio Nacional de Flamenco der Cátedra de Flamencología von Jerez ausgezeichnet. Ein Jahr später erhielt er die Goldmedaille der Mailänder Scala. In Venedig errang er den Premio Europeo de Danza. Ein Teilnehmer an diesem Wettbewerb war Rudolf Nurejew. Antonio errang gegen ihn die Oberhand nach Punkten.
1968 löste er seine Kompanie auf. Er schloss die Dekade mit einer Filmrolle ab: In La ley de una raza tanzt er gemeinsam mit La Chunga einige Tangos und als Solotänzer einige expressive Tonás.

## Die 1970er Jahre
1970 veranstaltete des Teatro de la Zarzuela in Madrid eine große Hommage an Isaac Albéniz und Manuel de Falla. Antonios Beitrag bestand aus dem ersten Tanz und der Danza gitana aus de Fallas La vida breve sowie aus den drei Stücken Cubana, Córdoba und Torre Bermeja von Albéniz.
In den Jahren 1972 bis 1974 schuf er im Auftrag des spanischen Fernsehens eine Trilogie von Außen-Inszenierungen. Sie besteht aus Sombrero de tres picos und El amor brujo nach Manuel de Falla sowie aus der Flamenco-Suite La Taberna del Toro.
Der Flamencologe José Luis Navarro García sieht Antonio in Sombrero de tres picos auf dem Gipfel seiner choreografischen Schaffenskraft. Das Stück zeige mit herausragender Präzision und Brillanz den Witz, die Ironie und das fröhliche Spiel von de Fallas Vorlage. Er führe mit Sicherheit und Einfallsreichtum alle Bewegungen seines Tanzensembles. Seine eigene tänzerische Brillanz zeige sich namentlich in einer Farruca; seine Interpretation dieses Palos sei eine der glücklichsten und phantasievollsten aller Zeiten. Die Aufzeichnungen unter der Regie von Valerio Lazarov fanden in Arcos de la Frontera statt. Als erste Tänzerinnen und Tänzer nahmen Lola Ávila, Rosa Lugo, Carlos Calvo und Ricardo Villa teil.
Während der Arbeiten am Set wurde Antonio unter umstrittenen Umständen der öffentlichen Blasphemie angeklagt und zu zwei Monaten Haft verurteilt, von denen er 18 Tage im Gefängnis von Arcos de la Frontera absitzen musste.
El amor brujo von 1973 ist etwas vollständiger als jene Fassung, die er schon 1959 in dem Film Luna de miel gezeigt hatte, weicht aber ansonsten wenig von ihr ab. Regie führte Petr Weigl; Haupttänzerinnen und Tänzer sind Mariana Recueto, Carlos Fernández, Rosa Lugo und Pastora Ruiz.
La taberna del toro wurde 1974 unter der Regie von José Antonio Páramo in den Straßen von Ronda aufgezeichnet. Carmen Rojas zeigt darin einen Taranto und einen Tanz zu dem Volkslied Los cuatro muleros. Dann vereinen sie und Antonio sich mit drei weiteren Tanzpaaren zu einigen herausragenden Caracoles. Zum Gesang von Chano Lobato und zur Gitarre von Manuel Morao tanzt Antonio eine charakteristische Caña. Antonio besticht mit der Plastizität seiner Bewegungen, der Meisterschaft, mit der er Hut und Umhang einsetzt, und wie in all seinen Tänzen mit seinen Fußtechniken und seinem Schnalzen mit den Fingern. Der Film endet mit einigen Fandangos, getanzt vom gesamten Ensemble.
Seine Erfolge während der Franco-Diktatur wurden dem 1949 nach Spanien zurückgekehrten, weitgehend unpolitischen Künstler, vorgeworfen.
Im Alter von 57 Jahren beschloss Antonio 1978, sich von der Bühne zu verabschieden. Für seine Abschiedstournee schuf er eine Anthologie von Flamenco-Tänzen mit dem Titel Antonio y su Teatro Flamenco. Er tanzte den Mirabrás, den Martinete, die Caña, Bulerías, Tangos aus Málaga, zu Texten aus Llanto por Ignacio Sánchez Mejías von Federico García Lorca. Damit tourte er nach Sevilla, Córdoba, Málaga, Cádiz, Montecarlo und nach Japan. 1979 verabschiedete er sich in Sapporo mit einer letzten Vorstellung von seinem Publikum.
Parallel dazu begann er, für das neu gegründete Ballet Nacional de España als Choreograf zu arbeiten. Er assistierte zunächst dessen künstlerischem Leiter Antonio Gades bei der Choreografie Fantasía galaica nach Ernesto Halffter.

## Die späten Jahre
Im März 1980 wurde er schließlich selbst künstlerischer Leiter des Ballet Nacional de España. Die Vielzahl der Choreografien, die er in dieser Funktion schuf, bezeugen seine hingebungsvolle Arbeit:
- 1980 entstanden Flamenco, Estampas flamencas, Puerta de Tierra, Asturias, El Corpus en Sevilla, Eritaña, Almería und Preludio nach Isaac Albéniz, ferner Danza gitana nach Manuel de Falla, Zapateado nach Pablo Sarasate, La casada infiel nach Emilio de Diego und Allegro de Concierto nach Enrique Granados.
- 1982 brachte er El sombrero de tres picos und El amor brujo von Manuel de Falla auf die Bühne sowie Las Sonatas von Padre Soler.
- 1983 setzte er Farruca und Tanguillos de Cádiz, basierend auf volkstümlichen Melodien, in Szene.

Eine Reihe weiterer Stücke vertraute er anderen Choreografinnen und Choreografen, Tänzerinnen und Tänzern an, unter ihnen Rafael Aguilar, Manuela Vargas, Luisillo, Pedro Azorín und Pedro Romero. Sein Arbeitsverhältnis endete jedoch im Unfrieden: Antonio wurde wiederholte Disziplinlosigkeit vorgeworfen, und sein Vertrag wurde 1983 gekündigt. Er ging dagegen gerichtlich vor und bekam sechs Jahre später Recht.
Die beiden letzten Arbeiten, die er noch für das Ballet Nacional vorbereitet hatte, konnte er nicht mehr aufführen. 1987 schuf er El Rocío für María Rosa. Das Stück wurde im Teatro Monumental von Madrid aufgeführt. 1988 versuchte er ein Comeback als Tänzer. Für die Projekte, die er vorgesehen hatte, fanden sich jedoch nicht genügend Geldgeber, so dass sie nicht zur Aufführung kamen. Antonio litt in jenen Jahren sehr unter dem fehlenden Interesse für seinen Tanz, obwohl er mit Auszeichnungen geehrt wurde wie kaum ein anderer spanischer Tanzkünstler:
- 1983 wurde er Hijo Predilecto[37] der Stadt Sevilla.
- 1988 fand auf der Biennale von Sevilla eine Ausstellung zu seinen Ehren statt, mit Gemälden, Porträts, Bühnenbildern und Kleidungsstücken.
- 1989 wurde der Premio Antonio für den „vollkommensten Tänzer“ begründet.
- 1992 erhielt er die Goldmedaille der Schönen Künste.
- 1993 wurde er in Anwesenheit von Königin Sophia mit der Verdienstmedaille für Kunst der Stadt Madrid geehrt und mit dem silbernen Giraldillo der Stadt Sevilla.

Die letzten drei Jahre seines Lebens litt er unter einer Lähmung seines linken Armes und seines linken Beines. Er starb am 5. Februar 1996 an einer Hirnvenenthrombose.

## Künstlerische Würdigung
Antonio besaß einen künstlerischen Horizont, der weit über die Grenzen des Flamencos hinausreichte. Er war ein großer Freund von Léonide Massine, dessen Arbeit er verehrte, und schätzte auch die Choreografien von George Balanchine und Sergei Michailowitsch Lifar. So bereicherte er den spanischen Tanz als Tänzer und als Choreograf und verlieh ihm eine Größe wie kaum ein anderer Künstler. Seine Beweglichkeit, Agilität und Kreativität befähigten ihn, Figuren zu tanzen, die nie zuvor gezeigt worden waren, und das in enormem Tempo und in höchster Präzision. Vor allem aber zeichnete ihn sein leidenschaftlicher Perfektionismus aus. Sowohl bei seinen eigenen Tänzen als auch als Choreograf probte und verbesserte er jede Szene und jede Einzelheit bis zur Vollkommenheit.
Ernesto Halffter charakterisierte ihn folgendermaßen:

«Posee una extraordinaria imaginación creadora, lo que le lleva a realizaciones de altísima categoría artística y a montajes que sorprenden por su originalidad, buen gusto, y fidelidad de las obras que interpreta.»

„Er besitzt eine außergewöhnliche schöpferische Vorstellungskraft, die ihn zu Aufführungen höchster künstlerischer Klasse befähigt und zu Inszenierungen, die durch ihre Originalität, guten Geschmack und Treue zu den interpretierten Werken verblüffen.“

## Deutschsprachige Literatur
- Kersten Knipp: Flamenco. Suhrkamp, Frankfurt am Main 2006, ISBN 3-518-45824-8, S. 190–192.